# 台湾蝾螺
台湾蝾螺（学名：Turbo sparverius）是鐘螺目蝾螺科蝾螺属的一种。

## 分佈
主要分布于台湾。常栖息在潮间带岩礁。